# Liste der Flaggen im Kreis Gütersloh
Diese Liste beinhaltet alle in der Wikipedia gelisteten Flaggen im Kreis Gütersloh in Nordrhein-Westfalen. Weitere Flaggen von Städten, Gemeinden und Kreisen in Nordrhein-Westfalen sind über die Navigationsleiste am Ende der Seite erreichbar.
| Der Kreis Gütersloh in Nordrhein-Westfalen |  | Die Flagge des Kreises Gütersloh wurde durch den Regierungspräsidenten in Detmold genehmigt. Die Hauptsatzung des Kreises beschreibt die Flagge und das Banner wie folgt: „Der Kreis Gütersloh führt folgendes Wappen: Im geteilten Schild oben in Silber (Weiß) 3 rote Sparren, belegt mit einem goldenen (gelben) Schild mit einem roten sechsspeichigen Rad, unten in rot ein goldener (gelber) Adler.“ […] „Der Kreis Gütersloh führt in seinem Dienstsiegel, in seinem Banner und in seiner Flagge das Kreiswappen.“ |

## Städte und Gemeinden
| Stadt oder Gemeinde            | Hissflagge | Banner | Kommentare |
| ------------------------------ | ---------- | ------ | --- |
| Stadt Borgholzhausen           |            |        | Genehmigt durch den RP Detmold am 14. Januar 1970: Wappen: In silber (weiß), über drei rote Sparren eine das ganze Feld füllende, viermal gezinnte rote Mauer. Flagge: Rot-Weiß-Rot im Verhältnis 1:2:1 mit dem Wappen in der Mitte, das in die Randstreifen hineinragt. |
| Stadt Gütersloh                |            |        | Wappenbeschreibung: „Das Wappen der Stadt Gütersloh entspricht einem deutschen Wappenschild mit einer die preußischen Nationalfarben andeutenden silbern und schwarz acht Mal wechselnden schmalen Einfassung, belegt mit einem grünen Feld, über welches schräg rechts drei silberne Ströme fließen. Auf dem mittelsten dieser Ströme liegt ein rotes Spinnrad mit sechs Speichen.“ (genehmigt durch den preußischen König am 12. Januar 1844) „Die Farben der Stadt Gütersloh sind Grün und Weiß. Die Stadtflagge besteht aus zwei gleichbreiten Farbstreifen und enthält außerdem das Stadtwappen.“ (Stadtfarben in Gebrauch seit 1843) Bannerbeschreibung: „Grün-Weiß längsgestreift mit dem Wappen in der Mitte.“ |
| Stadt Halle (Westf.)           |            |        | „Der Stadt Halle (Westf.) ist mit Urkunde des Regierungspräsidenten in Detmold vom 11. Sep. 1973 die Genehmigung zur Führung eines Wappens, eines Banners und einer Flagge erteilt worden. Sie entsprechen denen der früheren Stadt Halle (Westf.). Beschreibung des Wappens: In Rot drei silberne (weiße), grün gestielte Lilien, darauf ein silberner (weißer) Herzschild mit drei roten Sparren. Beschreibung des Banners: Von Rot-Weiß-Rot im Verhältnis 1:3:1 längsgestreift mit dem Wappenschild der Stadt in der Mitte der oberen Hälfte. Beschreibung der Flagge: Von Rot-Weiß-Rot im Verhältnis 1:3:1 längsgestreift mit dem von der Mitte zur Stange verschobenen Stadtwappen.“ |
| Stadt Harsewinkel              |            |        | „Der Stadt Harsewinkel ist mit Urkunde des Regierungspräsidenten Detmold vom 06.02.1974 das Recht zur Führung eines Wappens verliehen worden. Beschreibung des Wappens: Das Wappen der Stadt Harsewinkel zeigt in Gold (Gelb) einen roten Wellengöpel, begleitet oben rechts von einem schwarzen Pferdekopf, links von einem schwarzen Kamm, unten wachsend von einem schwarzen, rotbewehrten Löwen. Der Stadt Harsewinkel ist ferner mit Urkunde des RP-Detmold vom 06.02.1974 das Recht zur Führung einer Flagge verliehen worden. Beschreibung der Flagge: Die Stadtflagge ist Gelb-Schwarz-Gelb im Verhältnis 1:3:1 längsgestreift mit dem Stadtwappen in der Mitte. Das Stadtbanner ist Gelb-Schwarz-Gelb im Verhältnis 1:3:1 längsgestreift mit dem Stadtwappen in der Mitte der oberen Hälfte.“ |
| Gemeinde Herzebrock-Clarholz   |            |        | Genehmigt durch den RP Detmold am 3. September 1970: „Beschreibung des Wappens: Von Grün und Silber (weiß) unter silbernem (weißen) Wellenbalken schräg geteilt. Im grünen Feld ein silbernes (weißes) springendes Pferd, im silbernen (weißen) Feld ein grüner Baum. Beschreibung der Flagge: Grün-Weiß-Grün im Verhältnis 1:3:1 längsgestreift mit dem nach vorn verschobenen Gemeindewappen. Beschreibung des Banners: Grün-Weiß-Grün im Verhältnis 1:3:1, längsgestreift mit dem Gemeindewappen im oberen Drittel.“ |
| Gemeinde Langenberg            |            |        | Genehmigt durch den RP Detmold am 15. Dezember 1976: „Das Wappen der Gemeinde Langenberg besteht aus: In Silber (Weiß) vorn zwei blaue übereinanderstehende Kornblumen mit silbernen (weißen) Butzen, hinten ein blauer Flankenpfahl.“ […] „Das Banner ist von Blau-Weiß-Blau im Verhältnis 1:2:1 längsgestreift mit dem Wappenschild der Gemeinde in der oberen Hälfte. Die Hißflagge ist von Blau-Weiß-Blau im Verhältnis 1:2:1 quergestreift mit den Wappenschild der Gemeinde im weißen Feld.“ |
| Stadt Rheda-Wiedenbrück        |            |        | „Der Stadt Rheda-Wiedenbrück ist mit Urkunde des Regierungspräsidenten in Detmold vom 25.08.1971 das Recht zur Führung eines Wappens, eines Siegels, eines Banners und einer Flagge verliehen. Wappenbeschreibung: Von Silber (weiß) und Rot gespalten, vorne ein schwarzer, gold (gelb) gekrönter, linksgewendeter Löwe, hinten ein goldenes (gelbes) sechsspeichiges Rad.“ […] „Bannerbeschreibung: Gelb-Schwarz-Gelb im Verhältnis 1:3:1, längsgestreift mit dem Stadtwappen oberhalb der Mitte. Flaggenbeschreibung: Gelb-Schwarz-Gelb im Verhältnis 1:3:1, längsgestreift mit dem nach vorne verschobenen Stadtwappen.“ |
| Stadt Rietberg                 |            |        | „Der Stadt Rietberg ist mit Urkunde des Regierungspräsidenten in Detmold vom 28.06.1971 das Recht zur Führung eines Wappens, eines Siegels, eines Banners und einer Flagge verliehen worden. Wappenbeschreibung Vor Rot und Gold (Gelb) geteilt, oben ein goldener Adler, unten zwei rote Seerosenblätter mit ineinandergeschlungenen Stielen.“ […] „Bannerbeschreibung Von Rot und Gelb längsgestreift mit dem Stadtwappen im oberen Drittel. Flaggenbeschreibung Von Rot und Gelb längsgestreift mit dem zur Stange verschobenen Stadtwappen.“ |
| Stadt Schloß Holte-Stukenbrock |            |        | „Der Stadt ist mit Urkunde des Regierungspräsidenten Detmold vom 19.12.1979 das Recht zur Führung eines Wappens und einer Flagge verliehen worden. Wappenbeschreibung: In silbernem Schild mit rotem Schildhaupt ein grüner Eichbaum mit zwei goldenen Eicheln. Im geteilten Schildhaupt links ein goldenes Kreuz und rechts ein goldener Adler. Bannerbeschreibung: Das Banner ist von weiß und grün im Verhältnis 1:1 längs gestreift mit dem von der Mitte zur Stange verschobenen Wappenbild der Stadt.“ Flaggenbeschreibung: „Weiß-Grün längsgestreift mit dem Wappen in der Mitte.“ |
| Gemeinde Steinhagen            |            |        | „Der Gemeinde Steinhagen ist mit Urkunde des Regierungspräsidenten in Detmold vom 16.08.1977 das Recht zur Führung eines Wappens verliehen worden. Beschreibung des Wappens: Von Blau und Gold (Gelb) gespalten, vorn eine goldene (gelbe) Ähre, hinten ein blauer Wacholderzweig; der Schildfuß ist fünfmal von Weiß und Rot gesparrt. Der Gemeinde Steinhagen ist mit Urkunde des Regierungspräsidenten in Detmold vom 16.08.1977 das Recht zur Führung einer Flagge verliehen worden. Beschreibung der Flagge: Von Rot und Weiß längsgestreift mit dem von der Mitte zur Stange verschobenen Gemeindewappen.“ |
| Stadt Verl                     |            |        | Genehmigt durch den RP Detmold am 31. Januar 1973: „Wappenbeschreibung Im gevierten Schild im ersten und vierten Feld in Grün ein silberner (weißer) Eichbaum mit zwei goldenen (gelben) Eicheln, im zweiten und dritten Feld in Silber (Weiß) ein grüner Eichbaum mit goldenen (gelben) Eicheln. Ein goldener (gelber) Herzschild.“ […] „Bannerbeschreibung Von Grün – Gelb – Grün im Verhältnis 1:3:1 längsgestreift mit dem Gemeindewappen in der oberen Hälfte Flaggenbeschreibung Von Grün – Gelb – Grün im Verhältnis 1:3:1 längsgestreift mit dem von der Mitte zur Stange verschobenen Wappenschild der Gemeinde.“ |
| Stadt Versmold                 |            |        | „Der Stadt Versmold ist mit Urkunde des Regierungspräsidenten in Detmold vom 18.12.1973 die Genehmigung zur Führung eines Wappens, eines Banners und einer Flagge erteilt worden. Beschreibung des Wappens: In Silber (Weiß) ein roter Sparren, darunter ein freischwebender roter Schragen. Beschreibung des Banners: Von Rot und Weiß längsgestreift mit dem Stadtwappen im oberen Drittel. Beschreibung der Flagge: Von Rot und Weiß längsgestreift mit dem von der Mitte zur Stange verschobenen Stadtwappen.“ |
| Stadt Werther (Westf.)         |            |        | „Der Stadt Werther (Westf.) ist mit Urkunde des Herrn Regierungspräsidenten in Detmold vom 12. November 1973 das Recht zur Führung eines Wappens verliehen worden. Wappenbeschreibung Das Stadtwappen zeigt ein in vier Felder geteiltes Schild in Rot und Silber (Weiß). Im ersten Feld des Schildes befinden sich drei silberne (weiße) 2:1 gestellte Dreiecke, im zweiten und dritten Feld drei rote Sparren und im vierten Feld zwei silberne (weiße) gekreuzte Streitkolben. Der Stadt Werther (Westf.) ist ferner mit Urkunde des Herrn Regierungspräsidenten in Detmold vom 12. November 1973 das Recht zur Führung einer Flagge und eines Banners verliehen worden. Flaggenbeschreibung Rot-Weiß-Rot im Verhältnis 1:3:1 längsgestreift mit dem von der Mitte zur Stange versetzten Wappenschild. Bannerbeschreibung Rot-Weiß-Rot im Verhältnis 1:3:1 längsgestreift mit dem Wappenschild oberhalb der Mitte.“ […] „Die Stadtfarben sind rot-weiß.“ |